# Williams FW40
A Williams FW40 egy Formula–1-es versenyautó, amelyet a Williams F1 tervezett a 2017-es Formula–1 világbajnokságra. A két versenyző az újonc kanadai Lance Stroll, és a mentorálása miatt a visszavonulásból alig egy hónap után visszahívott Felipe Massa voltak.

## Áttekintés
Az autó kódneve eredetileg FW39 lett volna, de a csapat ebben az évben ünnepelte negyvenedik születésnapját, ezért a számozást is ehhez igazították. Valtteri Bottas a Mercedeshez igazolt Nico Rosberg váratlan visszavonulása után, ezért a még csak 18 éves Stroll mellé kellett egy tapasztalt pilóta, így visszahívták Massát. A Williams az előző évitől látszólag nem sokban különböző konstrukciót épített az évben (külsőre az egyetlen jellegzetesség a meghosszabbított motorborítás, az úgynevezett cápauszony volt), és feltett szándékuk volt a feltörekvő Force India csapat legyőzése és legalább a negyedik hely visszaszerzése a konstruktőrök között. A kezdetek nem mentek simán, Massa ugyanis rendre épp csak pontszerző lett, Stroll pedig első hat versenyén csapnivaló teljesítményt nyújtott, háromszor ki is esett. Hazai futamán, Kanadában aztán megszerezte első pontjait, majd a kaotikus Azerbajdzsáni Nagydíjon hatalmas versennyel Stroll harmadik lett, mellyel ő lett a valaha volt legfiatalabb dobogós. Ezt a versenyt Massa akár meg is nyerhette volna, de autójának padlólemeze meghibásodott, így fel kellett adnia a futamot.
A Magyar Nagydíjon Massa betegség miatt nem tudott indulni, így váratlanul beugrott helyette a csapat tesztpilótája, Paul di Resta, aki három éve nem versenyzett élesben. A versenyre a 19. helyen kvalifikált, de végül fel kellett adnia a futamot olajszivárgás miatt.
A csapat az azeri dobogót leszámítva csak kevés pontot gyűjtött egy-egy futamon, így nem sikerült az előrelépés, és konstruktőri ötödikként zárták az idényt.
Stroll a 18-as rajtszámot választotta, amellyel korábban kisebb kategóriákban bajnoki címet szerzett. Di Resta nem választhatott számot, ő a Williams beugróinak abban az évben fenntartott 40-es számmal versenyzett.

## Eredmények
| 2017 | Williams Martini Racing | Mercedes M08 EQ Power+ | P |               |    |    |    |    |    |     |    |    |    |    |    |    |   |    |   |    |    |    |    |    |    |    |
| 2017 | Williams Martini Racing | Mercedes M08 EQ Power+ | P | Felipe Massa  | 6  | 14 | 6  | 9  | 13 | 9   | Ki | Ki | 9  | 10 | Vi | 8  | 8 | 11 | 9 | 10 | 9  | 11 | 7  | 10 | 83 | 5. |
| 2017 | Williams Martini Racing | Mercedes M08 EQ Power+ | P | Lance Stroll  | Ki | Ki | Ki | 11 | 16 | 15† | 9  | 3  | 10 | 16 | 14 | 11 | 7 | 8  | 8 | Ki | 11 | 6  | 16 | 18 | 83 | 5. |
| 2017 | Williams Martini Racing | Mercedes M08 EQ Power+ | P | Paul di Resta |    |    |    |    |    |     |    |    |    |    | Ki |    |   |    |   |    |    |    |    |    | 83 | 5. |

- † – Nem fejezte be a futamot, de rangsorolva lett, mert teljesítette a versenytáv 90%-át.